# Florence (Montana)
Florence es un lugar designado por el censo ubicado en el condado de Ravalli en el estado estadounidense de Montana. En el Censo de 2010 tenía una población de 765 habitantes y una densidad poblacional de 384,59 personas por km².

## Geografía
Florence se encuentra ubicado en las coordenadas 46°38′4″N 114°4′53″O / 46.63444, -114.08139. Según la Oficina del Censo de los Estados Unidos, Florence tiene una superficie total de 1.99 km², de la cual 1.99 km² corresponden a tierra firme y (0%) 0 km² es agua.

## Demografía
Según el censo de 2010, había 765 personas residiendo en Florence. La densidad de población era de 384,59 hab./km². De los 765 habitantes, Florence estaba compuesto por el 96.21% blancos, el 0% eran afroamericanos, el 2.35% eran amerindios, el 0% eran asiáticos, el 0.78% eran isleños del Pacífico, el 0% eran de otras razas y el 0.65% pertenecían a dos o más razas. Del total de la población el 1.44% eran hispanos o latinos de cualquier raza.